# 三國青葉
三國 青葉（みくに あおば、1962年 - ）は、日本の小説家。兵庫県神戸市出身、徳島県在住。お茶の水女子大学大学院理学研究科博士前期課程修了。2012年、「朝の容花（かおばな）」で、第24回日本ファンタジーノベル大賞優秀賞を受賞。『かおばな憑依帖』と改題し、2012年にデビュー。

## 著書

### 学園ゴーストバスターズシリーズ
1. 学園ゴーストバスターズ（2018年4月 小学館文庫 キャラブン！）
2. 学園ゴーストバスターズ 夏のおもいで（2018年10月 小学館文庫 キャラブン！）

### 損料屋見鬼控えシリーズ
- 『損料屋見鬼控え １』講談社〈講談社文庫〉、2021年3月。ISBN 978-4-06-522795-4。
- 『損料屋見鬼控え ２』講談社〈講談社文庫〉、2021年6月。ISBN 978-4-06-523773-1。

### ノンシリーズ
- かおばな憑依帖（2012年11月 新潮社／2014年11月 新潮文庫）- 新潮文庫版は「かおばな剣士妖夏伝 人の恋路を邪魔する怨霊」に改題
- 忍びのかすていら（2016年3月 白泉社招き猫文庫）
- 心花堂手習ごよみ（2018年6月 ハルキ文庫 時代小説文庫）
- 黒猫の夜におやすみ 神戸元町レンタルキャット事件帖（2019年2月 双葉文庫）

### アンソロジー
- 爆裂しすたーず（『万象』惑星と口笛ブックス、2018年12月）
- ばっくれ大悟婆難剣　福耳（『万象ふたたび』惑星と口笛ブックス、2021年2月）
- ばっくれ大悟婆難剣　冬虹（『万象３』惑星と口笛ブックス、2023年12月）